# Yildiz Akdogan
Yildiz Akdogan (nacida el 29 de abril de 1973) es una política danesa de ascendencia turca. Fue diputada del Folketing—Parlamento danés— durante el período 2007-2011, representando a los Socialdemócratas.
Junto con Özlem Cekic,  fue una de las dos primeras mujeres inmigrantes en ser elegidas diputadas del Folketing.
Akdogan nació en Turquía y fue criada por sus abuelos paternos durante los primeros 5 años y medio de su vida. Su madre se mudó hacia Esbjerg, Dinamarca poco después de su nacimiento y su padre fue llamado a hacer el servicio militar en Turquía. La familia se reunió en 1979, cuando Akdogan y su padre se mudaron hacia Dinamarca.
Antes de ser elegida al Folketing, Akdogan obtuvo un Master of Science en ciencia política de la Universidad de Aarhus en 2006. Anteriormente había trabajado como periodista en el periódico turco-danés Haber. En él, había publicado numerosos artículos relacionados con la integración social y a los derechos de la mujer. Akdogan es miembro de comisión y vocera de los Musulmanes Democráticos, una red creada a raíz de la Caricaturas de Mahoma en el periódico Jyllands-Posten.